# Felix Salten

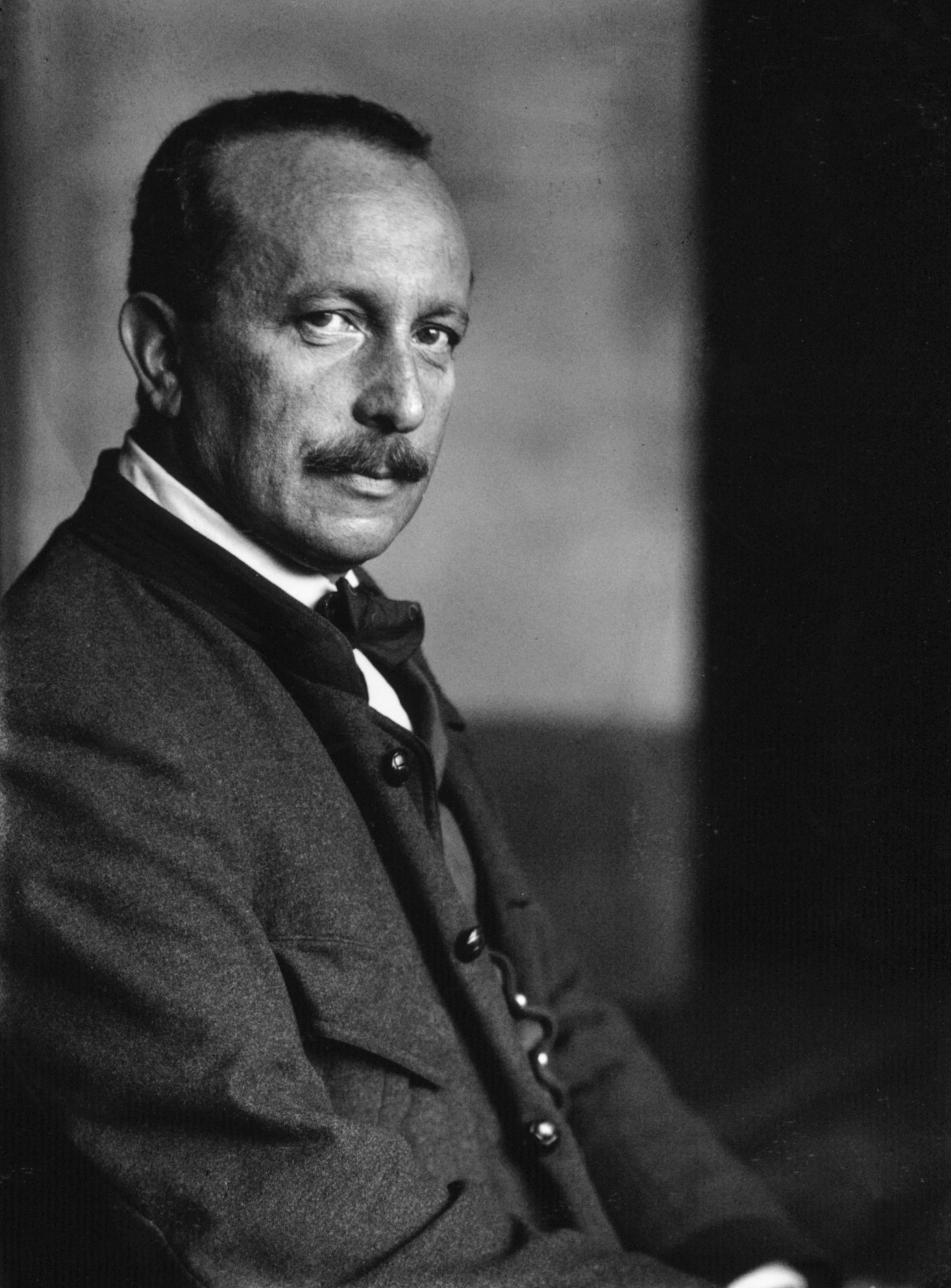
Felix Salten, ca. 1910

Felix Salten, pseudoniem van Siegmund Salzmann (Pest, 6 september 1869 – Zürich, 11 oktober 1945), was een Oostenrijks-Hongaarse schrijver, die vooral bekend werd door het verhaal van de jonge ree Bambi.

## Leven en werk
Hij was het zesde kind in het joodse gezin van Philipp Salzmann en Marie Singer; zijn grootvader was een orthodoxe rabbijn. Toen hij drie weken oud was verhuisde zijn familie van Boedapest naar Wenen in Oostenrijk. Toen zijn vader, een ingenieur, om nooit opgehelderde redenen failliet ging, moest Siegmund op zijn 16e stoppen met school. Hij verliet het gymnasium zonder einddiploma en ging werken bij een verzekeringsagentschap. Hij begon toen met het insturen van gedichten en boekbesprekingen in literaire tijdschriften en gebruikte vanaf 1889 het pseudoniem Felix Salten.
Hij werd lid van de groep Jung-Wien en al snel kreeg hij werk als een fulltime kunst- en theatercriticus in Wenen. In 1890 kwam zijn eerste novelle uit, die ging over een hond: Der Vagabund, eine Hundengeschichte. In 1901 stichtte hij in Wenen het eerste, kortstondige literaire cabaret. In 1900 publiceerde hij zijn eerste verhalenbundel. Hij schreef ook voor bijna alle grote kranten van Wenen. Hij schreef filmscripts en libretto’s voor operettes. In 1927 werd hij voorzitter van de Oostenrijkse PEN-club.
Zijn bekendste werk is Bambi, Eine Lebensgeschichte aus dem Walde, dat hij schreef in 1923. Het werd vertaald in het Engels in 1928 en werd een boek-van-de-maand-clubhit. In 1933 verkocht hij de filmrechten voor $1.000 aan de Amerikaanse filmregisseur Sidney Franklin, die deze later overdroeg aan The Walt Disney Company. In 1939 schreef Salten een vervolg: Bambis Kinder: Eine Familie im Walde. Hoewel Bambi bedoeld was als een waarschuwing voor "terug-naar-de-natuur"-aanhangers die in zijn ogen de natuur te veel idealiseerden, werd het tot Saltens verdriet door de Disney-studio's "geïnfantiliseerd" tot een kinderverhaal. Met dit filmscript verscheen in 1942 de succesvolle animatiefilm Bambi. 
Salten is hoogstwaarschijnlijk ook de auteur van de satirische, maatschappijkritische, erotische roman Josefine Mutzenbacher, die Geschichte einer Wienerischen Dirne von ihr selbst erzählt, de fictieve autobiografie van een Weense prostituee, die anoniem verscheen in 1906. Verondersteld werd dat Salten en Arthur Schnitzler het boek samen geschreven hadden, maar Schnitzler ontkende zijn aandeel categorisch. Salten heeft zijn auteurschap nooit bevestigd of ontkend, maar het half-pornografische verhaal Die Gedenktafel der Prinzessin Anna (ook wel Die Bekentnisse einer Prinzessin), dat in 1902 onder zijn eigen naam verscheen, is te beschouwen als een voorstudie voor Josefine Mutzenbacher. Ook in andere werken, waaronder de beide Bambi-boeken, nam hij beeldende verwijzingen naar seksuele handelingen op, die Disney's scenaristen Perce Pearce en Larry Morey niet overnamen voor hun film.      
Van al zijn werk worden in onze tijd alleen nog Bambi en Josefine Mutzenbacher herdrukt.

## Persoonlijk
Salten werd een hartstochtelijk aanhanger van de zionistische ideeën van Theodor Herzl. Hij was echter geen praktiserende jood en beschouwde de boeken van het Oude Testament als "een verzameling onovertroffen allegorieën op menselijk leven en lijden".
Leven in Oostenrijk in de jaren dertig werd levensgevaarlijk voor een prominente jood. In 1933 ontbrak hij nog op de "lijst van schadelijke en ongewenst geschriften" van de nazi's van Adolf Hitler, maar in 1935 werd hij daar wel op geplaatst. In 1939 ontvluchtte hij zijn land, toen Oostenrijk een deel was geworden van Duitsland. Salten kreeg een Amerikaans visum aangeboden door de Amerikaanse consul "uit persoonlijk respect voor Bambi". Maar Salten wees dit aanbod af en koos voor Zwitserland, waar zijn dochter Anna woonde. Hij verhuisde naar Zürich waar hij woonde tot zijn dood.
Felix Salten was een enthousiast jager, maar hij zag zichzelf niet als een 'schieter'. De plezierjacht van de Oostenrijkse adel was hem een gruwel. Wel kwam hij er ruiterlijk voor uit dat hij in zijn leven zeker zo'n 200 'Bambi's' had omgelegd.
Hij was getrouwd met de actrice Ottilie Metzl. Zij hadden een zoon Paul en een dochter Anna-Katherina, die werk van haar vader geïllustreerd heeft.

## Selectie van zijn werk

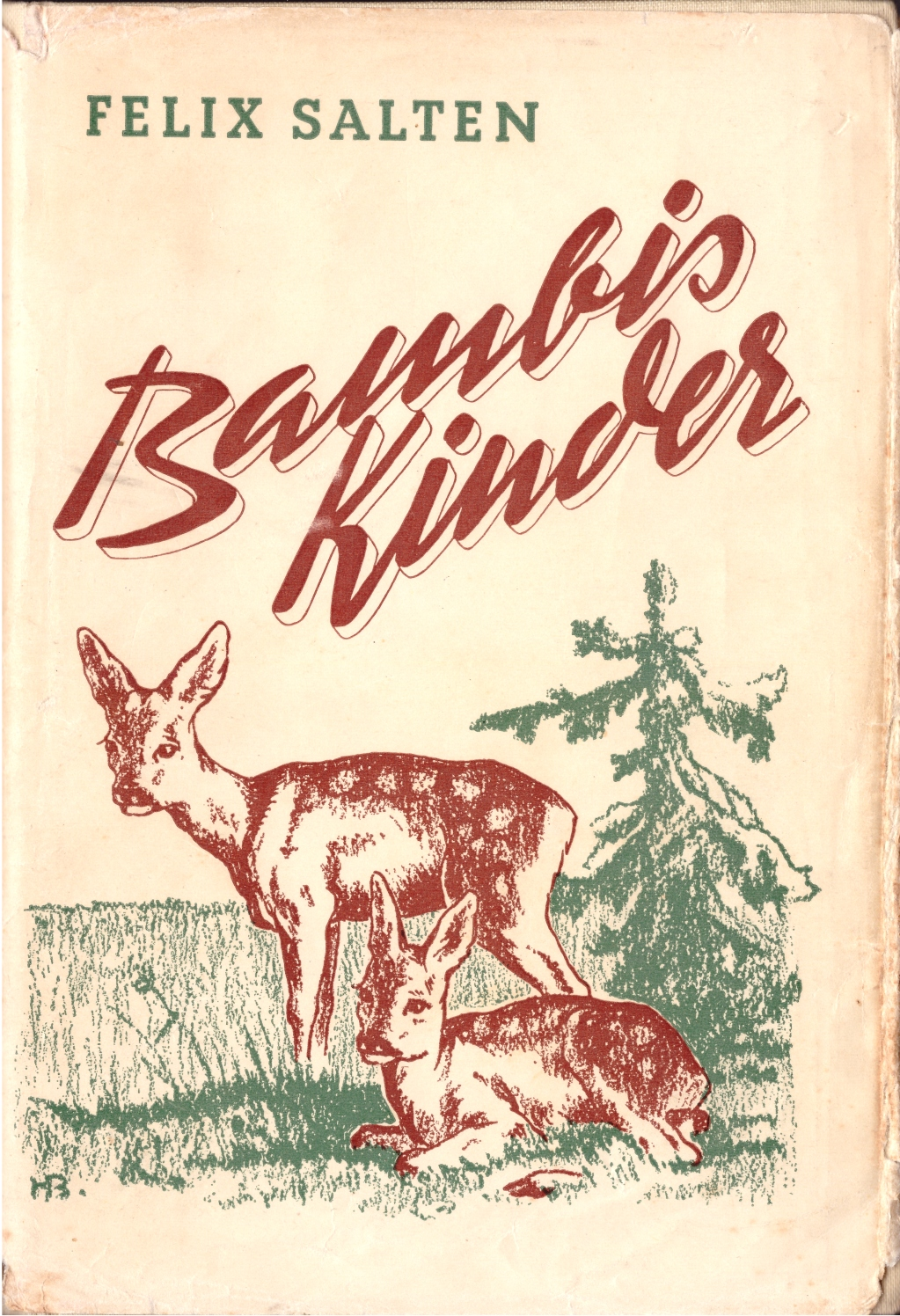
Eerste druk van Bambis Kinder, 1940

- Der Vagabund, eine Hundengeschichte (novelle, 1890)
- Der Gemeine (toneel, 1901)
- Die Gedenktafel der Prinzessin Anna (kort verhaal, 1902)
- Die kleine Veronika (1903)
- Der Schrei der Liebe (novelle, 1905)
- Die Gedenktafel der Prinzessin Anna (kort verhaal, 1902)
- Josefine Mutzenbacher (1906), auteur anoniem (Saltens auteurschap wordt vermoed)
- Herr Wenzel auf Rehberg und sein Knecht Kaspar Dinckel (1907)
- Olga Frohgemuth (vertelling, 1910)
- Wurstelprater (1911)
- Kaiser Max der letzte Ritter (1912)
- Gestalten und Erscheinungen (1913)
- Die klingende Schelle (1914)
- Kinder der Freude (drie eenakters, 1917)
- Der Hund von Florenz (1923)
- Bambi. Eine Lebensgeschichte aus dem Walde (1923)
- Bob und Baby (1925), met tekeningen van Anna Katharina Salten
- Neue Menschen auf alter Erde. Eine Palästinafahrt (1925)
- Martin Overbeck. Der Roman eines reichen jungen Mannes (1927)
- Fünfzehn Hasen. Schicksale in Wald und Feld (1929)
- Freunde aus aller Welt. Roman eines zoologischen Gartens (1931)
- Fünf Minuten Amerika (1931)
- Florian. Das Pferd des Kaisers (1933)
- Die Jugend des Eichörnchens Perri (1938)
- Bambis Kinder. Eine Familie im Walde (1939)
- Renni der Retter. Das Leben eines Krigshundes (roman, 1940)
- Djibi das Kätchen (roman, 1945)

## Over Felix Salten
- (de)  Seibert, Ernst & Blumesberger, Susanne (red.): Felix Salten – der unbekannte Bekannte. Praesens Verlag, Wien, 2006. ISBN 3-7069-0368-7.
- (en)  Eddy, Beverley Driver: Felix Salten: Man of Many Faces. Ariadne Press, Riverside (Ca.), 2010. ISBN 978-1-57241-169-2.